# Selaginella wolffii
Selaginella wolffii là một loài dương xỉ trong họ Selaginellaceae. Loài này được Sodiro mô tả khoa học đầu tiên năm 1893.